# Mironeasa
Mironeasa – wieś w Rumunii, w okręgu Jassy, w gminie Mironeasa. W 2011 roku liczyła 3744 mieszkańców.